# Saskia Goldschmidt
Saskia Goldschmidt (Amsterdam, 5 juli 1954) is een Nederlands auteur.

## Levensloop
Goldschmidt is een zuster van Tijs Goldschmidt. Ze was dertig jaar lang theatermaker, producent en docent totdat ze in 2011 debuteerde met het non-fictieboek Verplicht gelukkig, portret van een familie. In 2021 gaf zij het kampdagboek van Renate Laqueur (1919-2011), de eerste vrouw van haar vader, opnieuw uit.

## Hoorspel
Goldschmidt heeft samen met Peter te Nuyl haar boek De Hormoonfabriek bewerkt tot een radiodrama, dat in 2015 werd uitgezonden op NPO Radio 1.
- Gemeinsame Normdatei: 1011380188
- International Standard Name Identifier: 0000 0003 6881 4054
- Nationale Bibliotheek van Israël: 987007602405605171
- Système universitaire de documentation: 187371555
- Virtual International Authority File: 280498084